# Opuntia chisosensis
Opuntia chisosensis är en kaktusväxtart som först beskrevs av M.S. Anthony, och fick sitt nu gällande namn av D.J. Ferguson. Opuntia chisosensis ingår i släktet fikonkaktusar, och familjen kaktusväxter. Inga underarter finns listade i Catalogue of Life.